# NGC 2564
NGC 2564 is een elliptisch sterrenstelsel in het sterrenbeeld Achtersteven. Het hemelobject werd op 28 januari 1837 ontdekt door de Britse astronoom John Herschel.

## Synoniemen
- ESO 562-1
- NPM1G -21.0210
- CGMW 2-3167
- PGC 23290